# Catasetum rooseveltianum
Catasetum rooseveltianum är en orkidéart som beskrevs av Frederico Carlos Hoehne. Catasetum rooseveltianum ingår i släktet Catasetum och familjen orkidéer. Inga underarter finns listade i Catalogue of Life.